# Korfanty
Korfanty — польский импровизированный бронеавтомобиль, единственный экземпляр которого был произведён в 1921 году во время Третьего силезского восстания. Большая часть характеристик осталась неизвестной. Был назван в честь руководителя восстания Войцеха Корфанты.

## История единственного экземпляра
Автомобиль был собран в мае 1921 года во время Третьего силезского восстания. Бывший капитан рейхсмарине Роберт Ошек, руководитель восстания, собрал самостоятельно на заводе Балидон бронеавтомобиль на основе грузовика «Magirus». Автомобиль был защищён слабо (броня крепилась только болтами), однако это компенсировалось сразу пятью пулемётами MG-08 (один располагался около водительского места, остальные располагались по углам грузовой части).
Экипаж первого и единственного экземпляра автомобиля состоял из водителя (Ошек) и его помощника Поздняка. Машина была названа «Korfanty» в честь лидера восстания. Автомобиль воевал недолго, но участвовал в битве силезских повстанцев с немцами около горы Святой Анны с 21 по 27 мая. Один из членов экипажа писал в мемуарах в 1981 году, что бронеавтомобиль на своём пути уничтожал всех, кто попадался.
После восстания автомобиль был направлен в музей в Кракове. Дальнейшая судьба его осталась неизвестной (вероятно, он был отправлен на переплавку немцами после оккупации Польши).
Модель бронеавтомобиля установлена перед Музеем Силезских восстаний в Аннаберге.